# Phlin
Phlin ist eine französische Gemeinde mit 41 Einwohnern (Stand: 1. Januar 2022) im Département Meurthe-et-Moselle in der Region Grand Est (bis 2015 Lothringen). Die Gemeinde gehört zum Arrondissement Nancy und zum Kanton Entre Seille et Meurthe.

## Lage
Phlin liegt etwa 30 Kilometer südsüdöstlich von Metz an der Seille, die die Gemeinde im Süden begrenzt. Umgeben wird Phlin von den Nachbargemeinden Sailly-Achâtel im Norden und Nordosten, Vulmont im Nordosten und Osten, Thézey-Saint-Martin im Osten und Südosten, Abaucourt im Süden und Südwesten sowie Mailly-sur-Seille im Westen.

## Bevölkerungsentwicklung
| Jahr                       | 1962 | 1968 | 1975 | 1982 | 1990 | 1999 | 2006 | 2019 |
| Einwohner                  | 40   | 48   | 30   | 35   | 39   | 38   | 42   | 43   |
| Quellen: Cassini und INSEE |      |      |      |      |      |      |      |      |

## Sehenswürdigkeiten
- Kirche Notre-Dame-de-l'Assomption, 1779 erbaut, teilweise nach 1924 wieder errichtet

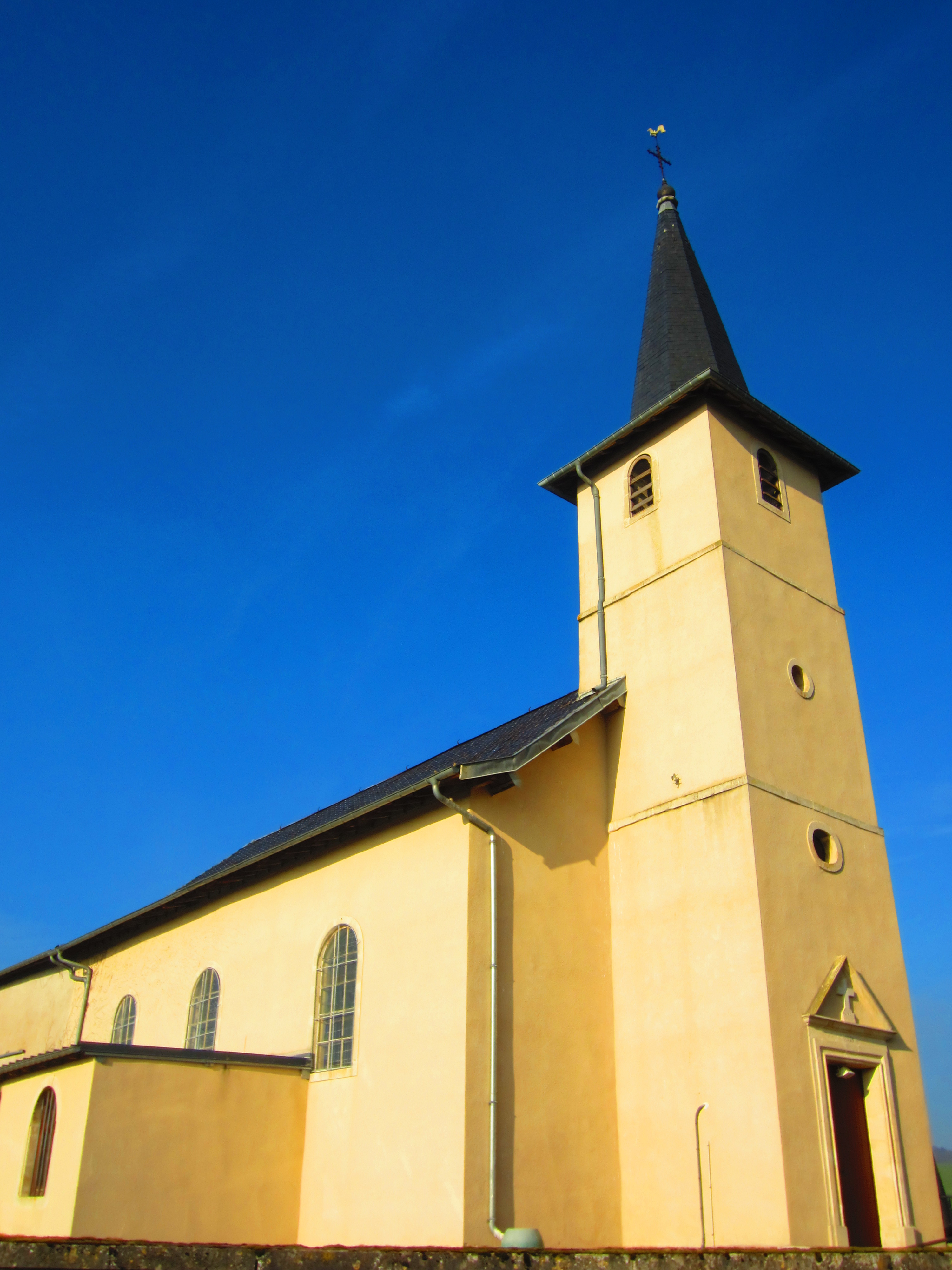
Kirche Notre-Dame-de-l'Assomption